# Sint-Brixiuskerk (Marke)

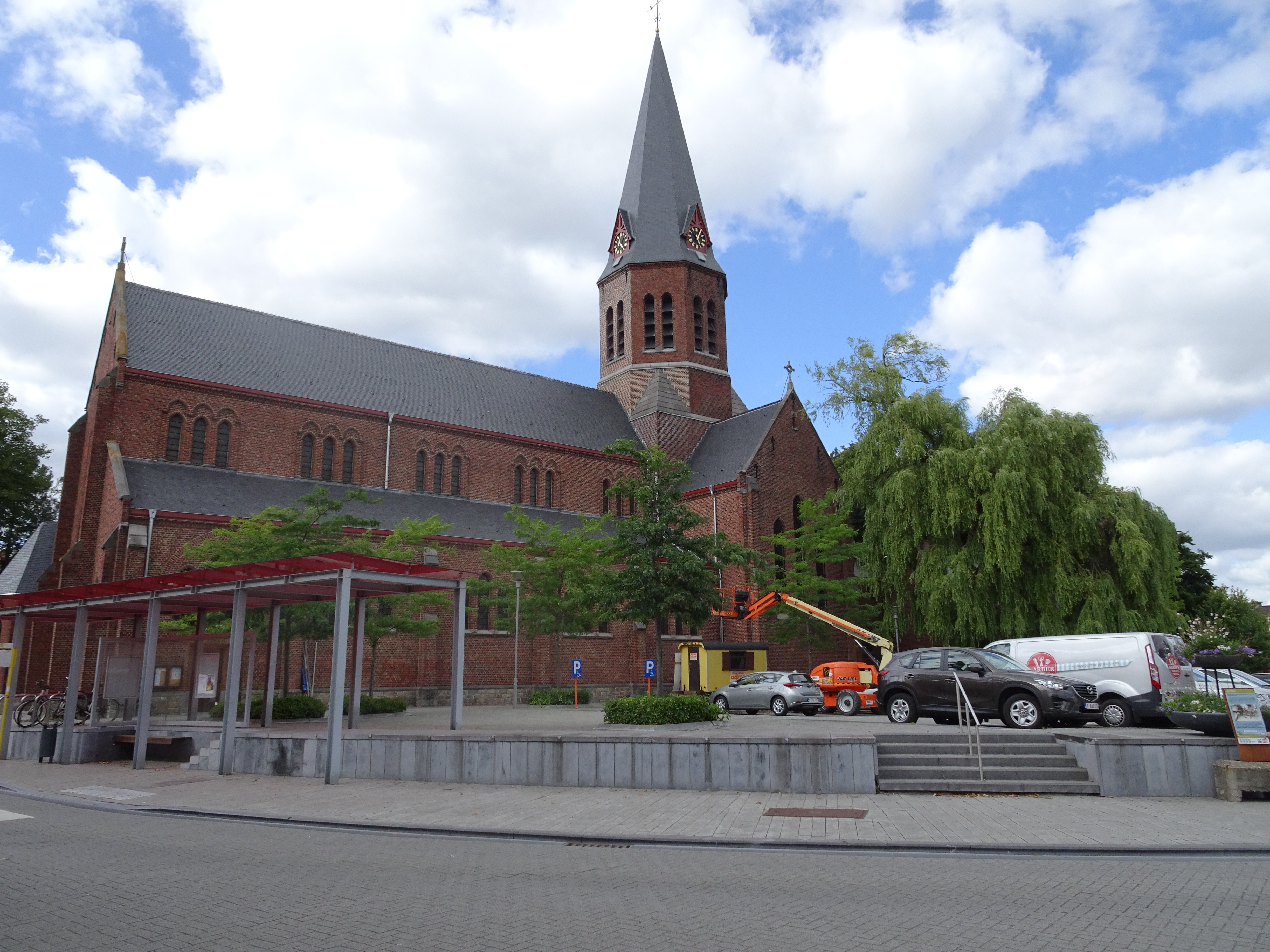
Sint-Brixiuskerk Marke

De Sint-Brixiuskerk is een kerk in het Belgische dorp Marke. De bouw van de kerk vond plaats tussen 1900 en 1902. De huidige kerk staat op de locatie waar voordien een andere, kleinere kerk stond. Deze was afgebroken vanwege de bevolkingstoename tijdens de tweede helft van de 19e eeuw. De kerk, gewijd aan de heilige Brixius, bevindt zich centraal in het dorp op de Markeplaats.

## Geschiedenis

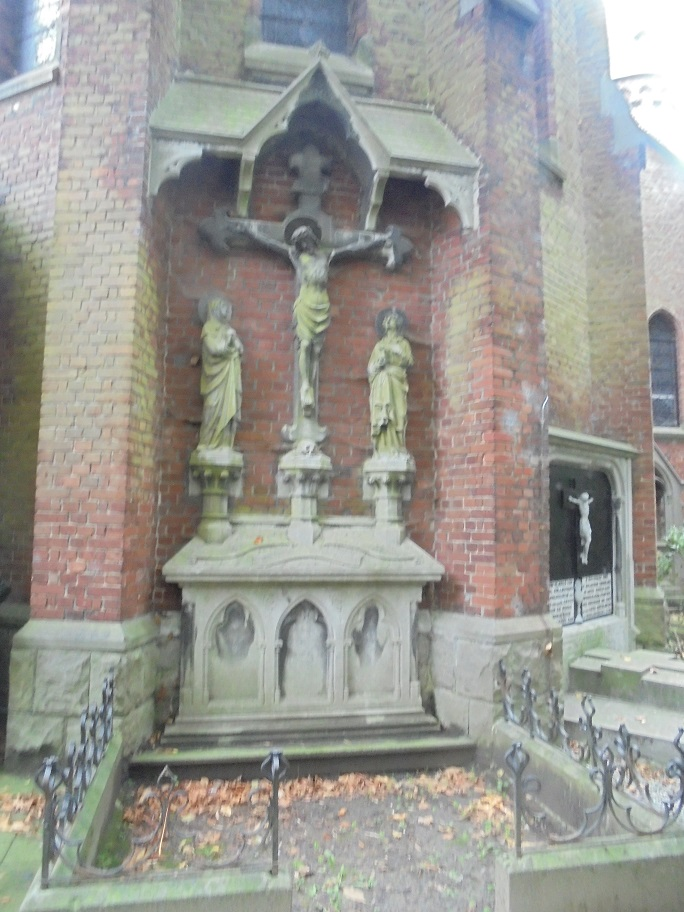
Kruisbeeld aan de achterkant van de kerk

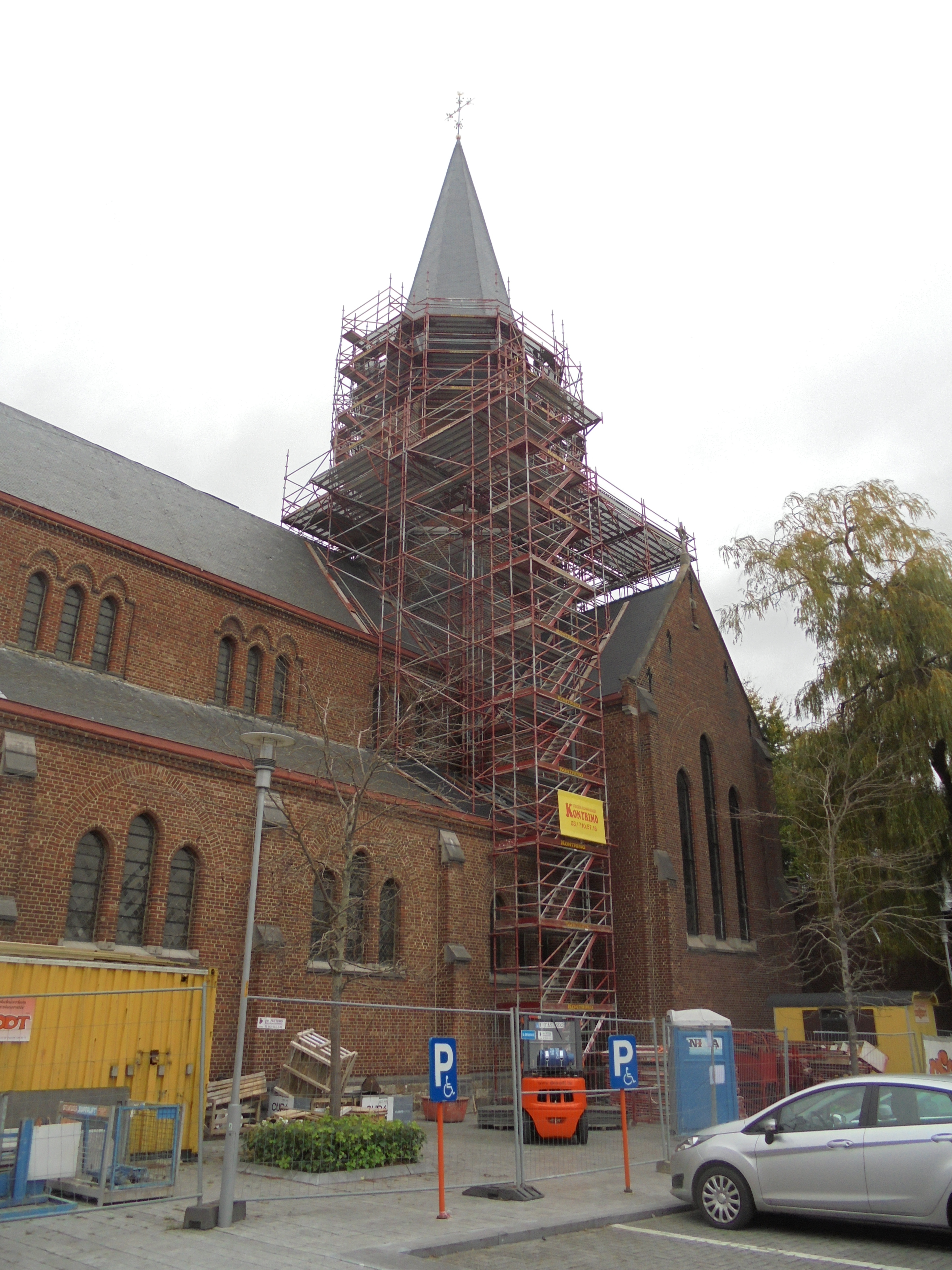
Restauraties aan de kerk (2017)

De eerste verwijzingen naar een kerk of bidplaats in deze omgeving, zijn terug te vinden in het jaar 1243. Toen was het wellicht niet meer dan een houten kapel. De kerk onderging hevige aanpassingen en verbouwingen doorheen de jaren. In het jaar 1899 werd tijdens een buitengewone zitting van de Kerkraad besloten om een nieuwe kerk te bouwen. Al tientallen jaren waren er plannen voor hevige aanpassingen aan de kerk, uiteindelijk was het onder pastoor Leo De Branbandere dat een volledige nieuwe kerk gebouwd werd. De werken aan de kerk werden uitgevoerd door de Kortrijkse architect Jules Carette, met de plannen van Jean-Baptiste (de) Bethune, opgemaakt in 1893. De werken zouden uiteindelijk bijna 2 jaar duren, ondertussen werden de erediensten gehouden in het klooster en nadien in een noodkerk. Het interieur van de kerk, in neogotische stijl, werd bijna volledig door de familie de Bethune geschonken. Nu zijn de schilderijen, beelden, glasramen et cetera er nog steeds te bezichtigen in hun originele staat. Wanneer de kerk in 1902 klaar was, werd ze op 15 mei gezegend door Felix de Bethune, aartsdiaken van Brugge.
Tijdens de twee oorlogen kreeg de kerk het hard te verduren. Tijdens de Eerste Wereldoorlog werden onder andere de middenbeuk en het orgel ernstig beschadigd. Tijdens de reparatiewerken na de oorlog werden drie nieuwe klokken geïnstalleerd in 1920. Deze zijn alle drie ondertussen al opnieuw vervangen of hersteld. Ook tijdens de Tweede Wereldoorlog moest de kerk hevige bombardementen doorstaan, waarbij onder andere de linker kruisbeuk en de pastorie beschadigd werden.

## Rondgang
De kerk is een kerk met 3 beuken, één midden en twee zijbeuken. Het gebouw is opgetrokken met rode baksteen en het dak is belegd met leisteen. Binnenin is het gebouw bepleisterd en beige geschilderd. Er zijn verschillende neogotische elementen te herkennen, zoals de spitse tongewelven binnen en het neogotische meubilair.

## Kunstschatten
Enkele van de kunstschatten die er zich nu nog steeds bevinden, zijn hieronder neergeschreven.
- Glasramen door J. Casier in neogotische stijl (begin 1900)
- Kopie van de Kruisafneming door Rubens (circa 1800)
- Triptiek van het Heilig Hart, ontwerp van J. B. Bethune, gemaakt door atelier Bressers-Blanchaert
- Neogotisch gepolychromeerd beeld dat de Heilige Drogo afbeeldt, circa 1900
- Beeld in dezelfde stijl van Sint-Jozef, 1901

## Bijkomende informatie
- Adres: Markeplaats 1, 8510 Marke (Kortrijk)
- De kerk is nog steeds in gebruik voor onder meer vieringen, begrafenissen en communies.
- In  2018 onderging de kerk uitgebreide werken.